# Saison 1937-1938 des Black Hawks de Chicago
Autres saisons
La saison 1937-1938 est la douzième saison de hockey sur glace jouée par les Black Hawks de Chicago dans la Ligue nationale de hockey.

## Saison régulière

### Contexte de la saison
Après une saison 1936-1937 où les Black Hawks terminent derniers de leur division, McLaughlin change à nouveau d'entraîneur et remplace Loughlin par Bill Stewart, l'arbitre qui expulsa Gorman en 1933 et provoqua le forfait des Black Hawks. Outre l'entraîneur, la moitié de l'équipe est renouvelée,. Cette saison commence pourtant à peine mieux que la précédente ; après huit matchs, Chicago compte huit points, tout comme en 1936, mais a remporté deux matchs et se situe à la troisième place de la division au lieu d'un seul match remporté et de la dernière place. La division est alors dominée par les Bruins de Boston et, au fil de la saison, il apparaît deux luttes : une pour la tête de la division entre les Rangers et les Bruins, l'autre entre les Black Hawks et les Red Wings. Le 10 mars 1938, après une victoire contre les Canadiens de Montréal, Chicago possède une avance de six points sur Détroit pour la dernière place en séries. Alors qu'il reste trois matchs à jouer pour les Black Hawks et quatre pour les Red Wings, le match suivant entre les deux équipes peut s'avérer décisif pour l'accession aux séries. Détroit bat Chicago 5-1 et garde une possibilité de participer à la phase finale. Les Black Hawks perdent également les deux matchs suivants, mais, grâce à deux défaites lors des trois derniers matchs des Red Wings, ils se qualifient pour les séries malgré un bilan négatif de 14 victoires contre 25 défaites et 9 matchs nuls.

### Classement
| Clt   | Équipe                 | PJ | V  | D  | N  | BP  | BC  | Pts |
| ----- | ---------------------- | -- | -- | -- | -- | --- | --- | --- |
| +001, | Bruins de Boston       | 48 | 30 | 11 | 7  | 142 | 89  | 67  |
| +002, | Rangers de New York    | 48 | 27 | 15 | 6  | 149 | 96  | 60  |
| +003, | Black Hawks de Chicago | 48 | 14 | 25 | 9  | 97  | 139 | 37  |
| +004, | Red Wings de Détroit   | 48 | 12 | 25 | 11 | 99  | 258 | 35  |

- Champion de la saison régulière et qualifié directement pour les demi-finales des séries
- Qualifié pour les quarts de finale des séries

### Match après match
Ce tableau reprend les résultats de l'équipe au cours de la saison, les buts marqués par les Black Hawks étant inscrits en premier.
| No | Date    | Résultat  | Adversaire             | Lieu     | Score | Bilan ( V - D - N ) | Pts |
| -- | ------- | --------- | ---------------------- | -------- | ----- | ------------------- | --- |
| 1  | 04-nov  | défaite   | Americans de New York  | Chicago  | 0-3   | 0-1-0               | 0   |
| 2  | 09-nov  | match nul | Canadiens de Montréal  | Montréal | 2-2   | 0-1-1               | 1   |
| 3  | 11-nov  | victoire  | Rangers de New York    | New York | 3-1   | 1-1-1               | 3   |
| 4  | 13-nov  | défaite   | Maple Leafs de Toronto | Toronto  | 3-7   | 1-2-1               | 3   |
| 5  | 14-nov  | match nul | Maple Leafs de Toronto | Chicago  | 3-3   | 1-2-2               | 4   |
| 6  | 18-nov  | victoire  | Red Wings de Détroit   | Chicago  | 3-1   | 2-2-2               | 6   |
| 7  | 21-nov  | défaite   | Bruins de Boston       | Chicago  | 1-2   | 2-3-2               | 6   |
| 8  | 25-nov  | défaite   | Red Wings de Détroit   | Détroit  | 1-4   | 2-4-2               | 6   |
| 9  | 27-nov  | défaite   | Americans de New York  | New York | 0-4   | 2-5-2               | 6   |
| 10 | 30-nov  | défaite   | Maroons de Montréal    | Montréal | 0-1   | 2-6-2               | 6   |
| 11 | 02-déc  | victoire  | Rangers de New York    | Chicago  | 2-1   | 3-6-2               | 8   |
| 12 | 05-déc  | défaite   | Canadiens de Montréal  | Chicago  | 2-3   | 3-7-2               | 8   |
| 13 | 12-déc  | victoire  | Maroons de Montréal    | Chicago  | 3-2   | 4-7-2               | 10  |
| 14 | 16-déc  | défaite   | Bruins de Boston       | Boston   | 1-2   | 5-7-2               | 10  |
| 15 | 19-déc  | défaite   | Americans de New York  | Chicago  | 0-1   | 5-8-2               | 10  |
| 16 | 21-déc  | défaite   | Bruins de Boston       | Boston   | 1-2   | 5-9-2               | 10  |
| 17 | 26-déc  | victoire  | Rangers de New York    | New York | 3-1   | 6-9-2               | 12  |
| 18 | 30-déc  | match nul | Red Wings de Détroit   | Détroit  | 2-2   | 6-9-3               | 13  |
| 19 | 02-jan  | défaite   | Canadiens de Montréal  | Chicago  | 2-4   | 6-10-3              | 13  |
| 20 | 06-jan  | défaite   | Rangers de New York    | Chicago  | 1-4   | 6-11-3              | 13  |
| 21 | 09-janv | victoire  | Maroons de Montréal    | Chicago  | 1-0   | 7-11-3              | 15  |
| 22 | 11-janv | match nul | Americans de New York  | New York | 1-1   | 7-11-4              | 16  |
| 23 | 13-janv | match nul | Canadiens de Montréal  | Montréal | 2-2   | 7-11-5              | 17  |
| 24 | 15-janv | match nul | Maple Leafs de Toronto | Toronto  | 4-4   | 7-11-6              | 18  |
| 25 | 16-janv | défaite   | Maple Leafs de Toronto | Chicago  | 2-7   | 7-12-6              | 18  |
| 26 | 18-janv | défaite   | Bruins de Boston       | Boston   | 1-5   | 7-13-6              | 18  |
| 27 | 20-janv | défaite   | Red Wings de Détroit   | Détroit  | 2-4   | 7-14-6              | 18  |
| 28 | 23-janv | victoire  | Bruins de Boston       | Chicago  | 3-2   | 8-14-6              | 20  |
| 29 | 27-janv | victoire  | Red Wings de Détroit   | Chicago  | 4-3   | 9-14-6              | 22  |
| 30 | 30-janv | match nul | Rangers de New York    | Chicago  | 2-2   | 9-14-7              | 23  |
| 31 | 01-févr | défaite   | Rangers de New York    | New York | 1-6   | 9-15-7              | 23  |
| 32 | 03-févr | défaite   | Maroons de Montréal    | Montréal | 2-4   | 9-16-7              | 23  |
| 33 | 06-févr | défaite   | Bruins de Boston       | Chicago  | 2-7   | 9-17-7              | 23  |
| 34 | 08-févr | défaite   | Bruins de Boston       | Boston   | 1-3   | 9-18-7              | 23  |
| 35 | 10-févr | défaite   | Canadiens de Montréal  | Montréal | 1-2   | 9-19-7              | 23  |
| 36 | 12-févr | victoire  | Maple Leafs de Toronto | Toronto  | 2-1   | 10-19-7             | 25  |
| 37 | 13-févr | match nul | Maple Leafs de Toronto | Chicago  | 1-1   | 10-19-8             | 26  |
| 38 | 17-févr | match nul | Americans de New York  | Chicago  | 3-3   | 10-19-9             | 27  |
| 39 | 20-févr | défaite   | Red Wings de Détroit   | Chicago  | 0-1   | 10-20-9             | 27  |
| 40 | 22-févr | victoire  | Maroons de Montréal    | Montréal | 6-5   | 11-20-9             | 29  |
| 41 | 24-févr | défaite   | Rangers de New York    | New York | 3-6   | 11-21-9             | 29  |
| 42 | 27-févr | défaite   | Rangers de New York    | Chicago  | 1-4   | 11-22-9             | 29  |
| 43 | 03-mars | victoire  | Bruins de Boston       | Chicago  | 3-2   | 12-22-9             | 31  |
| 44 | 06-mars | victoire  | Maroons de Montréal    | Chicago  | 7-1   | 13-22-9             | 33  |
| 45 | 10-mars | victoire  | Canadiens de Montréal  | Chicago  | 4-1   | 14-22-9             | 35  |
| 46 | 13-mars | défaite   | Red Wings de Détroit   | Détroit  | 1-5   | 14-23-9             | 35  |
| 47 | 15-mars | défaite   | Americans de New York  | New York | 1-2   | 14-24-9             | 35  |
| 48 | 20-mars | défaite   | Bruins de Boston       | Boston   | 1-6   | 14-25-9             | 35  |

### Statistiques des joueurs
| Nom       | Poste | PJ | B  | A  | Pts | Pun | Commentaire                                         |
| --------- | ----- | -- | -- | -- | --- | --- | --------------------------------------------------- |
| Thompson  | AG    | 48 | 22 | 22 | 44  | 14  |                                                     |
| Gottselig | AG    | 48 | 13 | 19 | 32  | 22  | C - capitaine de l'équipe                           |
| Romnes    | AG/C  | 44 | 10 | 22 | 32  | 4   |                                                     |
| March     | AD    | 41 | 11 | 17 | 28  | 16  |                                                     |
| Trudel    | AG    | 42 | 6  | 16 | 22  | 15  |                                                     |
| Seibert   | D     | 48 | 8  | 13 | 21  | 38  |                                                     |
| Dahlstrom | C     | 48 | 10 | 9  | 19  | 11  |                                                     |
| Voss      | C     | 34 | 3  | 8  | 11  | 0   | A commencé la saison avec les Maroons de Montréal   |
| Jenkins   | AD/D  | 37 | 1  | 8  | 9   | 26  |                                                     |
| Shill     | C     | 23 | 4  | 3  | 7   | 8   | A commencé la saison avec les Americans de New York |
| Levinsky  | D     | 48 | 3  | 2  | 5   | 18  |                                                     |
| Brydson   | AD    | 19 | 1  | 3  | 4   | 6   |                                                     |
| Palangio  | AG    | 19 | 2  | 1  | 3   | 4   |                                                     |
| Connelly  | AG    | 15 | 1  | 2  | 3   | 4   |                                                     |
| MacKenzie | D     | 35 | 1  | 2  | 3   | 20  | A commencé la saison avec les Canadiens de Montréal |
| Wiebe     | D     | 43 | 0  | 3  | 3   | 24  |                                                     |
| Johnson   | D     | 25 | 0  | 2  | 2   | 2   |                                                     |
| Nicholson | AG    | 2  | 1  | 0  | 1   | 0   |                                                     |
| Kendall   | AD    | 9  | 0  | 1  | 1   | 2   |                                                     |
| Ahlin     | AG    | 1  | 0  | 0  | 0   | 0   |                                                     |
| Burke     | D     | 12 | 0  | 0  | 0   | 8   | A terminé la saison avec les Canadiens de Montréal  |
| Hanson    | C     | 8  | 0  | 0  | 0   | 0   |                                                     |
| Heyliger  | C     | 7  | 0  | 0  | 0   | 0   |                                                     |
| Jackson   | D     | 3  | 0  | 0  | 0   | 0   |                                                     |

| Nom     | PJ | V  | D  | N | Min   | BC  | BL | M    |
| ------- | -- | -- | -- | - | ----- | --- | -- | ---- |
| Karakas | 48 | 14 | 25 | 9 | 2 980 | 139 | 1  | 2,80 |

## Séries éliminatoires
Au premier tour, ils rencontrent les Canadiens de Montréal. Le premier match, disputé à Montréal, est perdu 4-6. Lors du deuxième match, le gardien de Chicago, Mike Karakas, enregistre un blanchissage, son deuxième après celui réussi en saison régulière contre les Maroons de Montréal, et les Black Hawks remportent le match 4-0. La série se jouant au meilleur des trois matchs, le troisième match est décisif et, après les trois périodes du temps réglementaires, les deux équipes sont à égalité 2-2. Paul Thomson marque après 11 minutes 38 secondes de jeu et qualifie Les Black Hawks pour le tour suivant où ils affrontent alors les Americans de New York. Comme contre les Canadiens, ils jouent et perdent le premier match 1-3 chez leurs adversaires. Karakas tient bon lors du deuxième, aucun but n'est marqué et une nouvelle prolongation est nécessaire. Les Americans sont des habitués des prolongations dans ces séries ; ils ont en effet battu les Rangers de New York précédemment au cours d'une double prolongation le 22 mars puis d'une quadruple prolongation cinq jours plus tard. Cette fois-ci, ils enregistrent une défaite ; c'est Cully Dahlstrom qui soulage Chicago en marquant le but vainqueur après 13 minutes dans la deuxième prolongation et évite l'élimination de son équipe. Le troisième match, à nouveau décisif, est serré lui aussi mais ce sont les Black Hawks qui le remportent 3-2 et se qualifient pour une troisième finale en sept ans.
À la fin du dernier match contre les Americans, Karakas se casse le gros orteil. Les Black Hawks se retrouvent sans gardien pour le premier match de la finale contre les Maple Leafs de Toronto. Ils engagent au pied levé Alfred Moore, joueur des Hornets de Pittsburgh dans l'International American hockey league. Moore ne concède qu'un but et Chicago remporte le match 3-1. À l'issue du match, Frank Calder, alors président de la ligue, déclare Moore inéligible pour le match suivant. Les Black Hawks se retournent alors vers Paul Goodman, gardien des Skyhawks de Wichita dans l'Association américaine de hockey. Celui-ci ne fait pas aussi bien que Moore et Toronto remporte le match 5-1. Karakas, équipé d'une protection en acier pour son orteil, est de retour pour le troisième match qui se déroule à Chicago. Les Black Hawks remportent le match 2-1 puis gagnent à nouveau deux jours plus tard, 4-1 cette fois-ci et remportent ainsi leur deuxième coupe Stanley en quatre ans. Huit joueurs américains font partie de cette équipe ce qui constitue un record pour une équipe vainqueur de la coupe Stanley ; ce record tient jusqu'en 1995 et la victoire des Devils du New Jersey qui comptent dans leurs rangs 12 joueurs américains. Le pari de McLaughlin est finalement à moitié gagné. Les Black Hawks deviennent également la première équipe à remporter la coupe après une saison avec plus de défaites que de victoires.
Au niveau individuel, Cully Dahlstrom remporte le trophée Calder remis au meilleur joueur recrue de la saison.
|  | Quarts de finale       | Quarts de finale       | Quarts de finale       | Quarts de finale       |                        |                        | Demi-finales      | Demi-finales      | Demi-finales      | Demi-finales      |  |  | Finale               | Finale               | Finale               | Finale               |
|  |                        |                        |                        |                        |                        |                        |                   |                   |                   |                   |  |  |                      |                      |                      |                      |
|  |                        |                        |                        |                        |                        |                        | 24, 26 et 29 mars | 24, 26 et 29 mars | 24, 26 et 29 mars | 24, 26 et 29 mars |  |  | 5, 7, 10 et 12 avril | 5, 7, 10 et 12 avril | 5, 7, 10 et 12 avril | 5, 7, 10 et 12 avril |
|  |                        |                        |                        |                        |                        |                        | 24, 26 et 29 mars | 24, 26 et 29 mars | 24, 26 et 29 mars | 24, 26 et 29 mars |  |  | 5, 7, 10 et 12 avril | 5, 7, 10 et 12 avril | 5, 7, 10 et 12 avril | 5, 7, 10 et 12 avril |
|  |                        |                        |                        |                        |                        |                        | 24, 26 et 29 mars | 24, 26 et 29 mars | 24, 26 et 29 mars | 24, 26 et 29 mars |  |  | 5, 7, 10 et 12 avril | 5, 7, 10 et 12 avril | 5, 7, 10 et 12 avril | 5, 7, 10 et 12 avril |
|  |                        |                        |                        |                        |                        |                        | 24, 26 et 29 mars | 24, 26 et 29 mars | 24, 26 et 29 mars | 24, 26 et 29 mars |  |  | 5, 7, 10 et 12 avril | 5, 7, 10 et 12 avril | 5, 7, 10 et 12 avril | 5, 7, 10 et 12 avril |
|  |                        |                        |                        |                        |                        |                        | 24, 26 et 29 mars | 24, 26 et 29 mars | 24, 26 et 29 mars | 24, 26 et 29 mars |  |  | 5, 7, 10 et 12 avril | 5, 7, 10 et 12 avril | 5, 7, 10 et 12 avril | 5, 7, 10 et 12 avril |
|  | Bruins de Boston       | Bruins de Boston       | 1                      | 1                      |                        |                        |                   |                   |                   |                   |  |  | 5, 7, 10 et 12 avril | 5, 7, 10 et 12 avril | 5, 7, 10 et 12 avril | 5, 7, 10 et 12 avril |
|  | Bruins de Boston       | Bruins de Boston       | 1                      | 1                      |                        |                        |                   |                   |                   |                   |  |  | 5, 7, 10 et 12 avril | 5, 7, 10 et 12 avril | 5, 7, 10 et 12 avril | 5, 7, 10 et 12 avril |
|  |                        |                        | Maple Leafs de Toronto | Maple Leafs de Toronto | 2                      | 2                      |                   |                   |                   |                   |  |  | 5, 7, 10 et 12 avril | 5, 7, 10 et 12 avril | 5, 7, 10 et 12 avril | 5, 7, 10 et 12 avril |
|  |                        |                        |                        |                        | 2                      | 2                      |                   |                   |                   |                   |  |  | 5, 7, 10 et 12 avril | 5, 7, 10 et 12 avril | 5, 7, 10 et 12 avril | 5, 7, 10 et 12 avril |
|  |                        | 29, 31 mars et 3 avril |                        |                        |                        |                        |                   |                   |                   |                   |  |  | 5, 7, 10 et 12 avril | 5, 7, 10 et 12 avril | 5, 7, 10 et 12 avril | 5, 7, 10 et 12 avril |
|  |                        |                        |                        |                        |                        |                        |                   |                   |                   |                   |  |  | 5, 7, 10 et 12 avril | 5, 7, 10 et 12 avril | 5, 7, 10 et 12 avril | 5, 7, 10 et 12 avril |
|  | Maple Leafs de Toronto | Maple Leafs de Toronto | 1                      | 1                      |                        |                        |                   |                   |                   |                   |  |  |                      |                      |                      |                      |
|  | Maple Leafs de Toronto | Maple Leafs de Toronto | 1                      | 1                      | 22, 24 et 26 mars      |                        |                   |                   |                   |                   |  |  |                      |                      |                      |                      |
|  |                        |                        | Black Hawks de Chicago | Black Hawks de Chicago | 3                      | 3                      |                   |                   |                   |                   |  |  |                      |                      |                      |                      |
|  | Black Hawks de Chicago | Black Hawks de Chicago | Black Hawks de Chicago | Black Hawks de Chicago | 3                      | 3                      | 2                 | 2                 |                   |                   |  |  |                      |                      |                      |                      |
|  | Black Hawks de Chicago | Black Hawks de Chicago |                        |                        |                        |                        |                   |                   |                   |                   |  |  |                      |                      |                      |                      |
|  | Canadiens de Montréal  | Canadiens de Montréal  | 1                      | 1                      |                        |                        |                   |                   |                   |                   |  |  |                      |                      |                      |                      |
|  | Canadiens de Montréal  | Canadiens de Montréal  | 1                      | 1                      | Black Hawks de Chicago | Black Hawks de Chicago | 2                 | 2                 |                   |                   |  |  |                      |                      |                      |                      |
|  | 22, 24 et 27 mars      |                        |                        |                        | Black Hawks de Chicago | Black Hawks de Chicago | 2                 | 2                 |                   |                   |  |  |                      |                      |                      |                      |
|  |                        |                        | Americans de New York  | Americans de New York  | 1                      | 1                      |                   |                   |                   |                   |  |  |                      |                      |                      |                      |
|  | Americans de New York  | Americans de New York  | Americans de New York  | Americans de New York  | 1                      | 1                      | 2                 | 2                 |                   |                   |  |  |                      |                      |                      |                      |
|  | Americans de New York  | Americans de New York  |                        |                        |                        |                        |                   | 2                 |                   |                   |  |  |                      |                      |                      |                      |
|  | Rangers de New York    | Rangers de New York    | 1                      | 1                      |                        |                        |                   |                   |                   |                   |  |  |                      |                      |                      |                      |
|  | Rangers de New York    | Rangers de New York    | 1                      | 1                      |                        |                        |                   |                   |                   |                   |  |  |                      |                      |                      |                      |
|  |                        |                        |                        |                        |                        |                        |                   |                   |                   |                   |  |  |                      |                      |                      |                      |

### Statistiques des joueurs
| Nom       | Poste | PJ | B | A | Pts |
| --------- | ----- | -- | - | - | --- |
| Gottselig | 10    | 5  | 3 | 8 | 4   |
| Seibert   | 10    | 5  | 2 | 7 | 12  |
| Thompson  | 10    | 4  | 3 | 7 | 6   |
| Romnes    | 10    | 2  | 4 | 6 | 2   |
| March     | 9     | 2  | 4 | 6 | 0   |
| Jenkins   | 10    | 0  | 6 | 6 | 8   |
| Voss      | 10    | 3  | 2 | 5 | 0   |
| Dahlstrom | 10    | 3  | 1 | 4 | 2   |
| Shill     | 10    | 1  | 3 | 4 | 15  |
| Trudel    | 10    | 0  | 3 | 3 | 2   |
| Levinsky  | 7     | 1  | 0 | 1 | 0   |
| MacKenzie | 7     | 0  | 1 | 1 | 11  |
| Wiebe     | 10    | 0  | 1 | 1 | 2   |
| Connelly  | 10    | 0  | 0 | 0 | 0   |
| Johnson   | 10    | 0  | 0 | 0 | 0   |
| Palangio  | 3     | 0  | 0 | 0 | 0   |
| Jackson   | 1     | 0  | 0 | 0 | 2   |

| Nom     | PJ | V | D | Min | BC | BL | M    |
| ------- | -- | - | - | --- | -- | -- | ---- |
| Karakas | 8  | 6 | 2 | 525 | 15 | 2  | 1,71 |
| Moore   | 1  | 1 | 0 | 60  | 1  | 0  | 1    |
| Goodman | 1  | 0 | 1 | 60  | 5  | 0  | 5    |